# Daijō Tennō
Daijō Tennō (太上天皇?), también denominado como Jōkō (上皇?), es el título otorgado a un emperador de Japón que abdica en favor de un sucesor. En 2019, el título fue revivido tras la abdicación de Akihito, donde la Agencia de la Casa Imperial dio una traducción oficial de Jōkō como «emperador emérito». El título es actualmente ocupado por Akihito, desde el 1 de mayo de 2019.

## Historia
Establecido en el código Taihō, a pesar de su retiro, un Daijō Tennō podía ejercer poder. El primer caso de Daijō Tennō fue la emperatriz Jitō, en el siglo VII.
Un emperador retirado a veces podía retirarse a una comunidad monástica budista y convertirse en un emperador enclaustrado.
Esta práctica fue común en el período Heian. Previo a Akihito, el último emperador en obtener dicho título fue el emperador Kōkaku en 1817. Un total de 63 emperadores abdicaron.